# Charles Dédéyan
Charles Dédéyan (4 avril 1910 à İzmir - 21 juin 2003,) est un romaniste, comparatiste et spécialiste en littérature, d'origine arménienne et de nationalité française.

## Biographie
Charles Dédéyan passe sa thèse à la Sorbonne (Montaigne dans le Romantisme anglo-saxon et ses prolongements victoriens, esquisse d'une histoire de sa fortune de 1760 à 1900. À partir de 1942, il est maître de conférences à l'Université de Rennes et de 1945 à 1949, professeur à l'Université de Lyon. À partir de 1949, il occupe la chaire de littératures modernes comparées à la Sorbonne.
Charles Dédéyan obtient de nombreuses distinctions. Ses candidatures répétées à l'Académie française ne sont pas couronnées de succès. Il est officier de la Légion d'honneur.
Il est le père de l'historien Gérard Dédéyan.

## Œuvres
- (direction d'ouvrage) Jean Mairet, La Sophonisbe, Paris 1945, 1969
- (direction d'ouvrage) Montaigne, Journal de voyage en Italie par la Suisse et l'Allemagne en 1580 et 1581, Paris 1946
- Le Thème de Faust dans la littérature européenne, 6 Bde., Paris 1954-1967
- Madame de Lafayette, Paris 1955, 1965
- Stendhal et les "Chroniques italiennes", Paris 1956
- Gérard de Nerval et l'Allemagne, 3 tomes, Paris 1957-1959
- Dante en Angleterre, 2 tomes, Paris 1961-1966
- Rilke et la France, 2 tomes, Paris 1961-1963
- Stendhal chroniqueur, Paris 1962
- L'Italie dans l'œuvre romanesque de Stendhal, 2 tomes, Paris 1963
- Victor Hugo et l'Allemagne, 2 tomes, Paris 1964-1965
- Le cosmopolitisme littéraire de Charles du Bos, 6 tomes, Paris 1965-1971
- Racine et sa "Phèdre", Paris 1965, 1978
- Lesage et "Gil Blas", Paris 1965, 2002
- Jean-Jacques Rousseau et la sensibilité littéraire à la fin du XVIIIe siècle, Paris 1966
- Le nouveau mal du siècle de Baudelaire à nos jours, 2 tomes, Paris 1968-1972
- Une guerre dans le mal des hommes, Paris 1971
- Chateaubriand et Rousseau, Paris 1973
- Le cosmopolitisme européen sous la Révolution et l'Empire, 2 tomes, Paris 1976
- Lamartine et la Toscane, Genève 1981
- Le Drame romantique en Europe. France, Angleterre, Allemagne, Italie, Espagne, Russie, Paris 1982
- Dante dans le romantisme anglais, Paris 1983
- Le Roman comique de Scarron, Paris 1983
- Le Critique en voyage ou Esquisse d'une histoire littéraire comparée, Paris 1985, 1998 (italien : Il critico in viaggio. Linee di storia letteraria comparata, Cesena 2000)
- Diderot et la pensée anglaise, Florence 1987
- Montesquieu ou l'alibi persan, Paris 1988
- Le Retour de Salente ou Voltaire et l'Angleterre, Paris 1988
- "La nouvelle Héloïse" de Jean-Jacques Rousseau. Étude d'ensemble, Paris 1990
- Montesquieu ou Les lumières d'Albion, Paris 1990
- "Télémaque" ou La liberté de l'esprit, Paris 1991
- "Polyeucte" ou Le cœur et la grâce, Paris 1992
- Lorelei ou L'enchanteur enchanté. Chateaubriand et le monde germanique, Paris 1993
- Stendhal captivé et captif ou Le mythe de la prison, Paris 1998
- Le chevalier berger ou De l'"Amadis" à l'"Astrée". Fortune, critique et création, Paris 2002
- J.-J. Rousseau: "La Nouvelle Héloïse" ou l'éternel retour, Saint Genouph 2002